# Laurent Ulrich
Pour les articles homonymes, voir Ulrich.
Laurent Ulrich, né le 7 septembre 1951 à Dijon, est un évêque catholique français, archevêque de Paris depuis le 26 avril 2022.

## Biographie
Laurent Ulrich est né le 7 septembre 1951 à Dijon. Son père était inspecteur d’assurances.

### Formation
Laurent Ulrich a suivi la formation sacerdotale en alternance du Groupe de formation universitaire.
Il est titulaire de deux maîtrises : une première en philosophie et une deuxième en théologie, obtenue à l’université catholique de Lyon, sur le thème « Annonce de la foi dans le monde moderne » .
Il est ordonné prêtre le 2 décembre 1979 dans l'archidiocèse de Dijon.

### Principaux ministères

#### Prêtre
Après son ordination, il devient prêtre stagiaire en paroisse à la Croix-Rousse à Lyon, puis revient dans son diocèse où il exerce divers ministères à Beaune, en paroisse et en aumônerie de collèges et lycée. En 1983, il devient délégué diocésain au diaconat permanent en 1984, il est nommé doyen adjoint de Beaune-Ville.
En 1985, il est nommé vicaire épiscopal, avant de devenir vicaire général, délégué à l'apostolat des laïcs, de 1990 à 2000.

#### Évêque

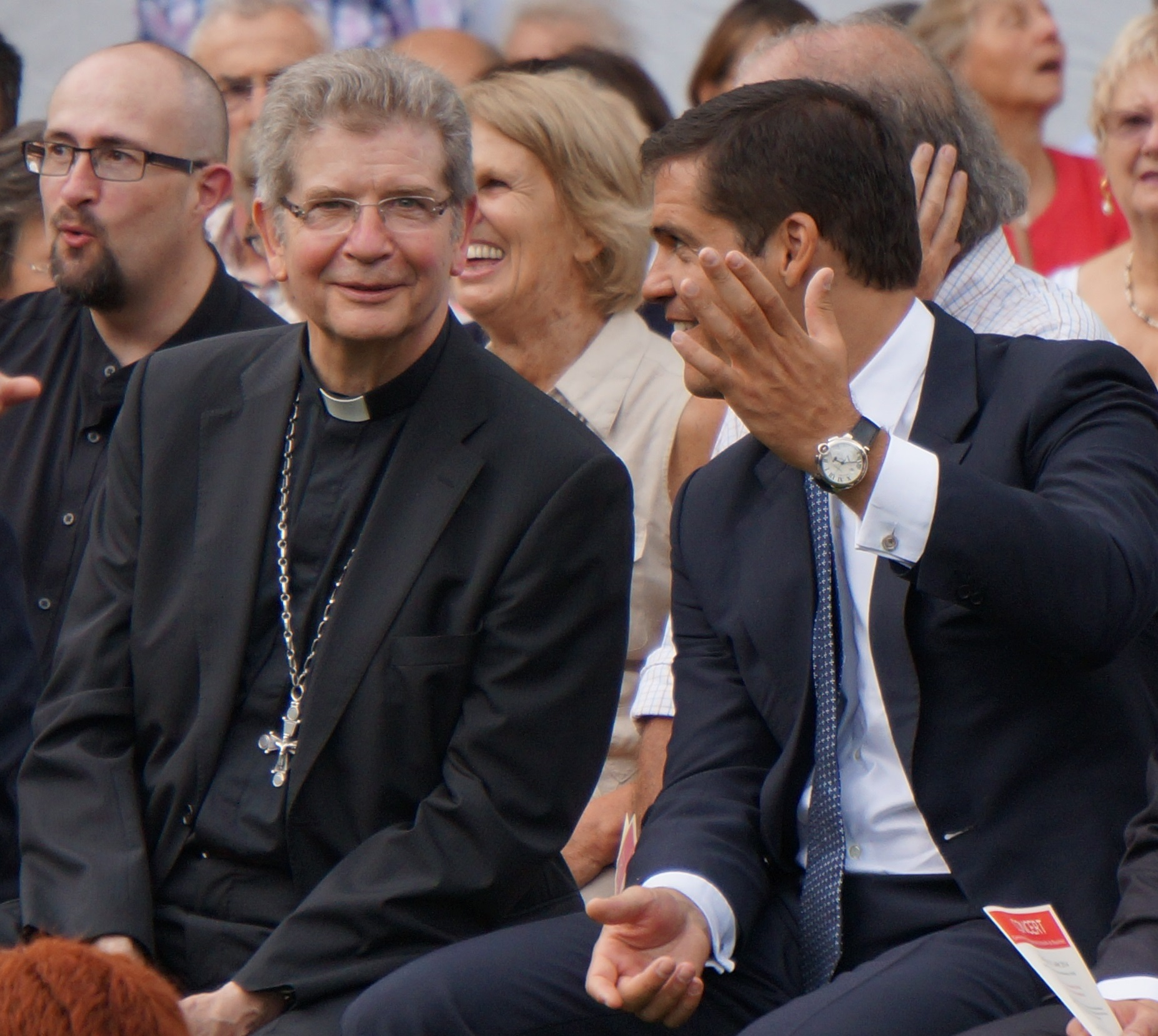
Laurent Ulrich et Louis de Bourbon, lors du anniversaire de la bataille de Bouvines (2014).

Nommé archevêque de Chambéry le 6 juin 2000, par le pape Jean-Paul II, il est consacré le 10 septembre 2000 par le cardinal Louis-Marie Billé. Sa devise épiscopale est « La joie de croire ».
À la Conférence des évêques de France, il exerce la fonction de président de la Commission financière et du Conseil pour les affaires économiques, sociales et juridiques au sein de la CEF, et de membre du comité pour l’information et la communication.
En novembre 2007, il est élu vice-président de la Conférence des évêques de France. Il préside par ailleurs le conseil d'orientation de Radios chrétiennes francophones (RCF).
Le 1er février 2008, le pape Benoît XVI le nomme archevêque de Lille, où il succède à Gérard Defois. Il est officiellement installé le 30 mars 2008 et devient le premier archevêque métropolitain de Lille. Il devient chancelier de l’université catholique de Lille.
En 2013, il est l’un des initiateurs du synode provincial des diocèses de Lille, Arras et Cambrai, qui durera jusqu'en 2015. En 2015, il est l'invité personnel du pape François au second Synode sur la famille, à Rome.
En 2015, à la veille des élections régionales où le vote Front national s'annonce élevé, il rappelle publiquement le rejet de la xénophobie, nécessaire aux chrétiens,.
De 2013 à 2019, il est président du Comité Études et Projets de la Conférence des évêques de France, puis de 2019 à 2022, président du Conseil pour l'Enseignement catholique.
Le 26 avril 2022, le pape François le nomme archevêque de Paris. Il succède à  Michel Aupetit dont la démission avait été acceptée par le pape François le 2 décembre 2021. Le 7 mai, il reçoit formellement en plus de sa charge d'archevêque de Paris, celle d'ordinariat des catholiques des Églises orientales résidant en France, dépourvus de hiérarchie propre.
Àprès la démission de Michel Aupetit suivant des aveux liés à des comportements ambigus avec une femme, le diocèse nomme Laurent Ulrich  pour « faire l’unité » et de « panser les plaies ». Il est installé comme archevêque de Paris le lundi 23 mai 2022 en l’église Saint-Sulpice à Paris. Il décrit sa fonction comme étant polyvalente avec des messes, des rencontres avec des jeunes paroissiens ou des ministres tout en se réservant un temps de prière très tôt le matin.
À l'approche de l'ouverture de Notre-Dame, en 2024, Laurent Ulrich décline la proposition de Rachida Dati de rendre l'entrée dans la cathédrale payante.
Les 7 et 8 décembre 2024, il préside les célébrations de réouverture de la cathédrale.

## Prises de position sur la crise des abus

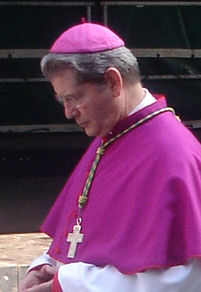
Laurent Ulrich en 2009.

En 2006, il exprime sa compassion aux victimes de l'abbé Dufour, ancien vicaire de son archevêché accusé de « viols et agressions sexuelles » en déclarant : « elles attendaient de trouver de la bonté, du désintéressement, de l'écoute et des conseils. A l'heure du drame, elles en ont donc été d'autant plus choquées et scandalisées. Aussi, à l'écoute de leurs témoignages, chrétiens, prêtres et évêque, nous sommes profondément troublés ».
En 2011, Philippe Detré, prêtre du diocèse de Lille, est dénoncé par la mère d'une de ses victimes, laquelle venait de tenter de se suicider. De façon concomitante une lettre anonyme est reçue par Laurent Ulrich de l'archidiocèse de Lille en mars 2011, elle est transmise au procureur de Lille. Laurent Ulrich attend cependant près de 17 mois et l'arrestation de Philippe Detré en juillet 2012 pour lui retirer sa charge de curé de Bollezeele. Dans le cadre de l'enquête, Laurent Ulrich fait part de sa surprise extrême lors de la révélation en juillet 2012 et se défend d'avoir été au courant que Phillippe Detré accueillait régulièrement des mineurs du fait que les « échos des paroissiens étaient bons »,.
En décembre 2015, Benoît Huet, prêtre du diocèse de Lille, est condamné à trois ans de prison dont deux avec sursis et mise à l’épreuve pour des agressions sexuelles sur un enfant de 12 ans, entre 1992 et 1994. La victime avait mis plus de 20 ans pour porter plainte. Au moment de sa condamnation Benoît Huet était encore curé de la paroisse lilloise Notre-Dame-de-Pentecôte. Il avait auparavant reconnu les faits devant son évêque Laurent Ulrich. Comme dans l'affaire Philippe Detré, Laurent Ulrich avait tardé jusqu'au jugement pour informer les paroissiens et retirer à Benoît Huet ses responsabilités pastorales. Benoît Huet est mort à l'âge de 70 ans en 2022, sa mort éteignant l'action publique pour une autre affaire d'agression sexuelle sur mineur à Armentières.

## Devise épiscopale
« La joie de croire ».

## Décoration
- Chevalier de la Légion d'honneur (décret du 30 décembre 2016)[19]